# پوغوساگومر
پوغوساگومر (به ارمنی: Պողոսագոմեր) یک منطقهٔ مسکونی در جمهوری آرتساخ است که در استان مارتاکرت واقع شده‌است.